# Roland Garros 1929
De 34e editie van het Franse grandslamtoernooi, Roland Garros 1929, werd gehouden van dinsdag 20 mei tot en met dinsdag 3 juni 1929. Voor de vrouwen was het de 28e editie. Het toernooi werd gespeeld in het Roland-Garrosstadion in het 16e arrondissement van Parijs.

## Belangrijkste uitslagen
Mannenenkelspel

Finale: René Lacoste (Frankrijk) won van Jean Borotra (Frankrijk) met 6–3, 2–6, 6–0, 2–6, 8–6
Vrouwenenkelspel

Finale: Helen Wills (VS) won van Simonne Mathieu (Frankrijk) met 6–3, 6–4
Mannendubbelspel

Finale: René Lacoste (Frankrijk) en Jean Borotra (Frankrijk) wonnen van Henri Cochet (Frankrijk) en Jacques Brugnon (Frankrijk) met 6–3, 3–6, 6–3, 3–6, 8–6
Vrouwendubbelspel

Finale: Lilí Álvarez (Spanje) en Kea Bouman (Nederland) wonnen van Bobbie Heine (Zuid-Afrika) en Alida Neave (Zuid-Afrika) met 7–5, 6–3
Gemengd dubbelspel

Finale: Eileen Bennett (VK) en Henri Cochet (Frankrijk) wonnen van Helen Wills (VS) en Francis Hunter (VS) met 6–3, 6–2
Junioren

Jongensenkelspel werd voor het eerst in 1947 gespeeld.
Meisjesenkelspel werd voor het eerst in 1953 gespeeld.
Dubbelspel bij de junioren werd voor het eerst in 1981 gespeeld.
1891 · 1892 · 1893 · 1894 · 1895 · 1896 · 1897 · 1898 · 1899 · 1900 · 1901 · 1902 · 1903 · 1904 · 1905 · 1906 · 1907 · 1908 · 1909 · 1910 · 1911 · 1912 · 1913 · 1914 · 1915–1919 · 1920 · 1921 · 1922 · 1923 · 1924 · 1925 · 1926 · 1927 · 1928 · 1929 · 1930 · 1931 · 1932 · 1933 · 1934 · 1935 · 1936 · 1937 · 1938 · 1939 · 1940–1945 · 1946 · 1947 · 1948 · 1949 · 1950 · 1951 · 1952 · 1953 · 1954 · 1955 · 1956 · 1957 · 1958 · 1959 · 1960 · 1961 · 1962 · 1963 · 1964 · 1965 · 1966 · 1967
↓ open tijdperk ↓
1968 (m-v-md-vd-gd) · 1969 (m-v-md-vd-gd) · 1970 (m-v-md-vd-gd) · 1971 (m-v-md-vd-gd) · 1972 (m-v-md-vd-gd) · 1973 (m-v-md-vd-gd) · 1974 (m-v-md-vd-gd) · 1975 (m-v-md-vd-gd) · 1976 (m-v-md-vd-gd) · 1977 (m-v-md-vd-gd) · 1978 (m-v-md-vd-gd) · 1979 (m-v-md-vd-gd) · 1980 (m-v-md-vd-gd) · 1981 (m-v-md-vd-gd) · 1982 (m-v-md-vd-gd) · 1983 (m-v-md-vd-gd) · 1984 (m-v-md-vd-gd) · 1985 (m-v-md-vd-gd) · 1986 (m-v-md-vd-gd) · 1987 (m-v-md-vd-gd) · 1988 (m-v-md-vd-gd) · 1989 (m-v-md-vd-gd) · 1990 (m-v-md-vd-gd) · 1991 (m-v-md-vd-gd) · 1992 (m-v-md-vd-gd) · 1993 (m-v-md-vd-gd) · 1994 (m-v-md-vd-gd) · 1995 (m-v-md-vd-gd) · 1996 (m-v-md-vd-gd) · 1997 (m-v-md-vd-gd) · 1998 (m-v-md-vd-gd) · 1999 (m-v-md-vd-gd) · 2000 (m-v-md-vd-gd) · 2001 (m-v-md-vd-gd) · 2002 (m-v-md-vd-gd) · 2003 (m-v-md-vd-gd) · 2004 (m-v-md-vd-gd) · 2005 (m-v-md-vd-gd) · 2006 (m-v-md-vd-gd) · 2007 (m-v-md-vd-gd) · 2008 (m-v-md-vd-gd) · 2009 (m-v-md-vd-gd) · 2010 (m-v-md-vd-gd) · 2011 (m-v-md-vd-gd) · 2012 (m-v-md-vd-gd) · 2013 (m-v-md-vd-gd) · 2014 (m-v-md-vd-gd) · 2015 (m-v-md-vd-gd) · 2016 (m-v-md-vd-gd) · 2017 (m-v-md-vd-gd) · 2018 (m-v-md-vd-gd) · 2019 (m-v-md-vd-gd) · 2020 (m-v-md-vd) · 2021 (m-v-md-vd-gd) · 2022 (m-v-md-vd-gd) · 2023 (m-v-md-vd-gd) · 2024 (m-v-md-vd-gd)
Lijst van Roland Garroswinnaars